# Sartirana Lomellina
Sartirana Lomellina est une commune de la province de Pavie, dans la région Lombardie, en Italie.

## Histoire
En 1635, durant la guerre de Trente Ans, siège du château de Sartirane.
Le comté lombard de Sartirana et la seigneurie de Lomelline, près d'Alexandrie, ont été donnés par Louis XII à Georges d'Amboise, son premier ministre, au début du XVIe siècle, juste après la deuxième prise de Milan.

## Administration
| Période                                  | Période  | Identité                 | Étiquette | Qualité |
| ---------------------------------------- | -------- | ------------------------ | --------- | ------- |
| 7 juin 2009                              | En cours | Ernesto Prevedoni Gorone |           |         |
| Les données manquantes sont à compléter. |          |                          |           |         |

### Communes limitrophes
Bozzole, Breme, Mede, Semiana, Torre Beretti e Castellaro, Valle Lomellina, Valmacca.

## Jumelages
- Blainville-sur-Orne (France) depuis 2007.